# Jeremain Lens
Jeremain Daud Lens (Amszterdam, 1987. november 24. –) holland válogatott labdarúgó, a Versailles játékosa.

## Statisztika
| Klub          | Szezon           | Bajnokság | Bajnokság | Kupa  | Kupa | Európa | Európa | Összesen | Összesen |
| Klub          | Szezon           | Mérk.     | Gól       | Mérk. | Gól  | Mérk.  | Gól    | Mérk.    | Gól      |
| ------------- | ---------------- | --------- | --------- | ----- | ---- | ------ | ------ | -------- | -------- |
| AZ            | 2005–06          | 1         | 0         | 0     | 0    | –      | –      | 1        | 0        |
| AZ            | 2006–07          | 14        | 0         | 6     | 1    | 6      | 0      | 26       | 1        |
| N.E.C.        | 2007–08          | 31        | 9         | 8     | 7    | –      | –      | 39       | 16       |
| N.E.C.        | Total            | 31        | 9         | 8     | 7    | –      | –      | 39       | 16       |
| AZ            | 2008–09          | 8         | 1         | 0     | 0    | –      | –      | 8        | 1        |
| AZ            | 2009–10          | 32        | 12        | 3     | 2    | 5      | 2      | 40       | 16       |
| AZ            | Összesen         | 55        | 13        | 9     | 3    | 11     | 2      | 75       | 18       |
| PSV Eindhoven | 2010–11          | 33        | 10        | 2     | 0    | 13     | 3      | 48       | 13       |
| PSV Eindhoven | 2011–12          | 33        | 9         | 5     | 1    | 12     | 1      | 50       | 11       |
| PSV Eindhoven | 2012–13          | 30        | 15        | 3     | 1    | 6      | 3      | 39       | 19       |
| PSV Eindhoven | Összesen         | 96        | 34        | 10    | 2    | 31     | 7      | 137      | 43       |
| Dinamo Kijiv  | 2013–14          | 13        | 3         | 1     | 0    | 5      | 1      | 19       | 4        |
| Dinamo Kijiv  | Összesen         | 13        | 3         | 1     | 0    | 5      | 1      | 19       | 4        |
| Dinamo Kijiv  | Karrier összesen | 195       | 59        | 28    | 12   | 47     | 10     | 270      | 81       |

## Sikerei, díjai
AZ
- Holland bajnok (1): 2008–09
- Johan Cruijff Schaal (1): 2009

PSV Eindhoven
- Holland kupagyőztes (1): 2011–12

Dinamo Kijiv
- Ukrán kupagyőztes (1): 2013–14

## Fordítás
Ez a szócikk részben vagy egészben  a   Jeremain Lens című angol Wikipédia-szócikk fordításán alapul.  Az eredeti cikk szerkesztőit annak laptörténete sorolja fel. Ez a jelzés csupán a megfogalmazás eredetét és a szerzői jogokat jelzi, nem szolgál a cikkben szereplő információk forrásmegjelöléseként.